# Franz Freidhof
Franz Freidhof (* 1874 in Würzburg; † 1958 ebenda) war ein deutscher Maler und Lithograf.
Er schuf zahlreiche Gemälde und gestaltete Notgeldscheine, Urkunden und andere Druckerzeugnisse.

## Leben
Freidhof besuchte von 1888 bis 1892 die Würzburger Handwerkerschule und ging anschließend bei der  Universitätsdruckerei Stürtz  in eine Lithografenlehre, für die er auch später tätig war. Er arbeitete aber auch als freier Künstler. Ab 1896 studierte er bei Nikolaus Gysis an der Kunstakademie München.
Nach dem Bombenangriff auf Würzburg am 16. März 1945 lebte und arbeitete er bis 1950 in Thüngersheim.